# Bossk
Bossk ist eine 2005 gegründete Post-Metal-Band aus Ashford.

## Geschichte
Die nach einer Figur aus Star Wars benannte Band Bossk wurde von dem Sänger Sam Marsh, dem zweiten Sänger und Gitarristen Rob Vaughan, dem Gitarristen Andrew Waghon, dem Bassisten Tom Begley und dem Schlagzeuger John Simmons 2005 gegründet. Die Band veröffentlichte im darauf folgenden Jahr ihre Debüt-EP .1 via QnotQ Records, gefolgt von Auftritten als Vorgruppe für Cult of Luna, The Ocean, Yndi Halda, Baroness, Capricorns und The Hope Conspiracy. Im Jahr 2007 erschien, ebenfalls über QnotQ Records die zweite EP .2. Der Veröffentlichung folgten nationale und internationale Touraktivitäten als Vorgruppe für Devil Sold His Soul, Ephel Duath, Kruger, Cult of Luna und Humanfly. 2008 verließen Corney und Vaughan die Band, die beiden Musiker wurden für die folgende eigenständige internationale Tournee kurzfristig durch John Simmons und Andrew Waghorn ersetzt, allerdings löste sich die Band im Oktober des gleichen Jahres auf. Nach zwei abschließenden Konzerten und der Veröffentlichung einer Video-EP sowie eines alles bisher erschienene Material enthaltenden Box-Sets wurde gemeinsam mit Rinoa eine Split-Single als finale Veröffentlichung herausgegeben. Das auf der Single vertretene Stück ist eine unfertige Version eines Arbeitsstücks des ursprünglich von der Band geplanten Albums.
Im Februar 2012 gab die Band bekannt, für eine Sendung der BBC und zwei Konzerte erneut zusammenzukommen. Die beiden 2008 ausgeschiedenen Musiker Corney und Vaughan brachten sich zu diesem Zweck wieder als Mitglieder in die Gruppe ein und die beiden Ersatzmusiker Simmons und Waghorn wurden nicht als Bandmitglieder berücksichtigt. Noch im gleichen Jahr unterzeichneten Bossk einen Vertrag mit Deathwish Inc. und veröffentlichten die Single Pick Up Artist. 2016 folgte das erste Studioalbum Audio Noir. Die Band spielte das Album in einer zusammenhängenden Performance im Jahr 2019 auf dem Roadburn Festival. Zwei Jahre nach diesem Auftritt erschien mit Migration das zweite Studioalbum der Gruppe. Das Album sei „vielschichtiger und abwechslungsreicher – ohne dabei inkonsistent zu wirken“ als das Debüt.

## Stil
Die Musik von Bossk wird dem Post-Metal und Post-Rock zugerechnet. Die Internetseite No Clean Singing sieht die Band mit ihrer progressiven Mischung in der Tradition des Pink-Floyd-Albums The Piper at the Gates of Dawn und der Post-Rock-Band Godspeed You! Black Emperor und vergleicht die Musik mit jener von weiteren Post-Rock-Bands wie Explosions in the Sky und Mogwai, allerdings mit Gesang und als Variante des Metals wahrnehmbarer Aggression. Der Anteil Metal wird unterdessen auch dem Sludge nahegestellt. Die Musik variiere zwischen solchen aggressiven und dem gegenübergestellt verträumten Sequenzen.
Das als wechselhaft beschriebene Gitarrenspiel pendele zwischen hartem Riffing und massiven Verzerrungen hin zu klarem Gitarrenspiel und arpeggiertem Akkorden. Das Schlagzeugspiel wird zwar als frisch umschrieben, zumeist aber dem Sound der restlichen Band untergeordnet gewertet. Das Bassspiel hingegen wird den Gitarren gleichwertig, zum Teil sogar als zentrales Instrument beurteilt. Es sei in den harten Passagen brüllend und in den ruhigeren Passagen melodiös, vermittele jedoch stets geschmeidigen Groove. Der als bösartiges Schreien umschriebene gutturale Gesang würde reduziert aber zum richtigen Zeitpunkt eingesetzt.

## Diskografie
- 2005: .1 (EP, QnotQ)
- 2007: .2 (EP, QnotQ)
- 2008: .1 / .2 (Kompilation, Garden of Exile Records)
- 2008: .3 (Live-DVD, Eyesofsound)
- 2008: Trilogy (Kompilation, Eyesofsound)
- 2009: Bossk / Rinoa (Split-EP, Eyesofsound)
- 2012: Pick Up Artist (Single, Deathwish Inc.)
- 2016: Audio Noir (Album, Deathwish Inc.)
- 2021: Migration (Album, Deathwish Inc.)